# Sándor Rozsnyói
Sándor Rozsnyói   (Zalaegerszeg, 24 de novembre de 1930 - Sydney, 2 de setembre de 2014) fou un atleta hongarès, especialista en els 3.000 metres obstacles, que va competir durant la dècada de 1950.
En el seu palmarès destaca una medalla d'or en els 3.000 metres obstacles al Campionat d'Europa d'atletisme de 1954. En aquesta cursa va establir el primer rècord del món oficial de la distància. A mitjans de 1955 va ser millorat per Pentti Karvonen, però el 16 de setembre de 1956 Rozsnyói el va recuperar.
El 1956 va prendre part en els Jocs Olímpics d'Estiu de Melbourne, on guanyà la medalla de plata en la cursa dels 3.000 metres obstacles del programa d'atletisme. Finalitzà rere Chris Brasher. Un cop finalitzats els Jocs desertà per la invasió soviètica d'Hongria i es quedà a viure primer a Àustria i des de 1965 a Austràlia, on fou professor d'educació física i entrenador de tennis a Sydney. El 1954 i 1955 es proclamà el campió nacional hongarès de la distància i el 1958 guanyà el d'Àustria, on va establir el rècord nacional, vigent fins al 1971.

## Millors marques
- 3.000 metres obstacles. 8' 35.6" (1956)[4][7]